# Herpestomus dichrous
Herpestomus dichrous là một loài tò vò trong họ Ichneumonidae.